# 娘酒鸡
娘酒鸡，又称为薑酒鸡，炒鸡酒，是一道传统的客家菜。有促进血行，温暖腹腔的效果，常在妇女产后坐月子体虚时食用，也有驱寒暖胃的作用，常在冬季食用，是客家人冬季节日时常见食品。 

## 原料和做法
娘酒鸡的主要用料包括鸡肉、客家黃老酒、生姜、枸杞等。做法是先在炒锅内放油或麻油，用麻油则称为麻油鸡酒，與剁碎的生姜爆香，将斩块的鸡肉放入过油煸炒，直至表面微黄。之后放入娘酒或清水、高汤、枸杞焖煮，或放入瓦煲，或隔水蒸，直至鸡肉烂熟熄火，调味后可食用。